# Craiovița Nouă
Craiovița Nouă este cel mai populat cartier al Craiovei, numărând aproximativ 100 000 de locuitori. Mărginit la est de strada Constantin Brâncoveanu, la nord de Bulevardul Dacia, la vest de Calea Severinului-Bulevardul Dacia și la sud de Calea Severinului, cartierul Craiovița Nouă este cel mai mare și cel mai populat cartier al Craiovei, de asemenea unul dintre cele mai mari cartiere din țară – mai precis, este al doilea după cartierul clujean Mănăștur, exceptând cartierele din București. Craiovița Veche este separată de Craiovița Nouă de Balta Craioviței.

## Istorie
Teritoriul actual al Craioviței Nouă, împreună cu cel al cartierului Craiovița Veche este strâns legat de vechea mahala Craiovița și posibil și de vechea  mahalala Podbanița/Potbanița (numele apare în istorie în cele două variante, dată fiind alternanța scriere-vorbire t-d în slavonă, numele fiind de sorginte slavonă).
Craiovița era comună între 1864-1912, apoi parte din comuna Cernele între 1912-1930 (comuna Cernele fiind menționată de asemenea în hrisovul din 1593), redevenind comună între 1930-1965. Din 1952 a devenit comuna suburbană Craiovița, iar din 1965 a fost inclusă administrativ în orașul Craiova. 

### Perioada de moșie și mănăstiri
Teritoriul actualului cartier Craiovița a fost, în vechime, o moșie. Din 1521 (după moartea domnitorului Neagoe Basarab) orașul (veche moșie a Craioveștilor) va deveni moșie domnească (adică va aparține domnilor Țării Românești, în succesiunea lor), iar din 1784 (în timpul domniei lui Mihail Șuțu) Craiova a intrat definitiv în stăpânirea obștei.
Revenind la moșia Craiovița, aceasta a aparținut de-a lungul timpului atât unor moșneni cât și unor mănăstiri: pe la 1603 Mănăstirii Polovraci, pe la 1673 Mănăstirii Hurezi (de asemenea la 1707, dăruită acestei mănăstiri de Constantin Brâncoveanu în proprietatea căruia se afla Craiova și alte moșii apropiate, printre care și Craiovița pe care o cumpărase de la jupâneasa Hârșova), la 1619 era eliberată din dependența de Mănăstirea Coșuna, pe la 1827 aparținea Mănăstirii Dintr-un Lemn, pe la 1858 Mănăstirii Brâncoveni. În prima catagrafie a Craiovei, întocmită la 18 Ghenar 1835, mahalaua Craiovița este menționată cu 70 de familii și purtând hramul bisericii Sf. Nicolae. Mahalaua este menționată de asemenea și în catagrafia din 1838, numărând de astă dată 80 de familii. Primele case pe acest loc se ridicaseră însă deja din secolul al XVIII-lea, deci de pe atunci se poate considera cartier (mahala). Coborând și mai mult în trecut, satul Craiovița are ca primă mențiune documentară un hrisov din 6 iunie 1593 al domnitorului Țării Românești Alexandru cel Rău, prin care sunt menționați Ivan și Stoica „să le fie la Craiovița ocina”. Tot aici este menționat toponimul Balta lui Bârcă, ce se identifică cu locul actualului cartier Craiovița Nouă. 

### Perioada de după Primul Război Mondial
În anii 1926-1927, prin Reforma agrară din 1921, primăria a repartizat în Craiovița loturi pentru veteranii din Primul Război Mondial (pe o hartă din 1962 acest spațiu apare de altfel cu denumirea Cartier Demobilizați). Inițial, străzile cartierului (perpendiculare pe Calea Severinului și paralele cu strada Podbanița – azi strada Constantin Brâncoveanu) purtau denumiri ce făceau trimitere la perioada războiului: strada General Obogeanu (din 1941 devenită strada Albăstrele), strada General Viișoreanu (din 1941 devenită strada Giuseppe Verdi), strada Caporal Benedict Popescu (din 1941 – strada Trifoiului), strada Cartierul 41 (la acea vreme cartierul numindu-se neoficial și astfel, fiindcă se afla aici Regimentul 41 Infanterie). Cu timpul au mai primit aici loturi și militarii activi, de asemenea muncitorii de la întreprinderile de stat de după 1947 precum și demolații de pe actualul bulevard Nicolae Titulescu.

### Perioada comunistă

Descrierea cartierului în ziarele vremii comuniste (septembrie 1972)

În 1966, odată cu stabilirea Planului de sistematizare al Craiovei, proiectul pentru cartierul Craiovița Nouă a fost repartizat arhitecților Georgeta Voia și Viorel Voia – proiect ce va primi în 1970 Marele premiu al Uniunii Arhitecților din România. Noul cartier urma să fie construit în regiunea desecată a bălții Craiovița (lucrare realizată în 1914 după proiectul de canalizare al inginerului W.H. Lindley, când pârâul Craiovița – ce izvora din nord-vest, lung de 11,2 km și cu mlaștini și bălți aflate pe parcursul său – a devenit Canalul colector). Construirea cartierului a început în anii '70 și a durat 15 ani. S-a dorit a fi „un oraș în oraș”, prin urmare dotat cu toate cele necesare locuitorilor. Pentru realizarea proiectului s-au demolat casele ce se aflau înainte pe aceste terenuri. În proiectul inițial erau următoarele obiective: împărțit într-o zonă centrală, o zonă de locuit formată din trei microraioane și o zonă verde de agrement, cartierul urma să aibă ca dotări o policlinică, cinci dispensare, trei licee, nouă școli generale, șase grădinițe-creșe, o casă de cultură, două cinematografe cu câte 500 de locuri, sală și terenuri de sport, un patinoar, un hotel cu 250 de paturi, un oficiu poștal, piață și complexe comerciale. Pe parcursul construirii proiectul nu a fost însă respectat. Nu numai că nu au fost realizate toate obiectivele, dar s-au modificat și aspectul arhitectonic, și elementele de confort – au fost construite blocuri în plus și au fost reduse spațiile apartamentelor.

## Educație
Cartierul Craiovița Nouă cuprinde o unitate de învățământ liceal și trei de învățământ gimnazial:
- Liceul Tehnologic „George Bibescu", înființat în 1990, [1] situat pe Strada Constantin Brâncoveanu (fosta Potbanița[2])

- Școala Gimnazială „Mihai Viteazul” (fosta 30) și prima școală din cartier, înființată în 1971; [3]

- Școala Gimnazială „Alexandru Macedonski” (fosta 32), înființată în 1975; [4]

- Școala Gimnazială „Elena Farago” (fosta 33; formată din două corpuri).

## Zone
Cartierul are în componență mai multe zone: Zona Segarcea (de la fostul complex cu același nume), Zona Fortuna (de la fostul complex cu același nume), Zona Racheta/Poștă, Zona Materna (de la fostul magazin cu același nume), Zona Orizont, Zona Cornițoiu.